# Alloniscus perconvexus
Alloniscus perconvexus là một loài chân đều trong họ Alloniscidae. Loài này được miêu tả khoa học năm 1856 bởi Dana.